# Mistrzostwa Świata w Lekkoatletyce 1987 – rzut młotem mężczyzn

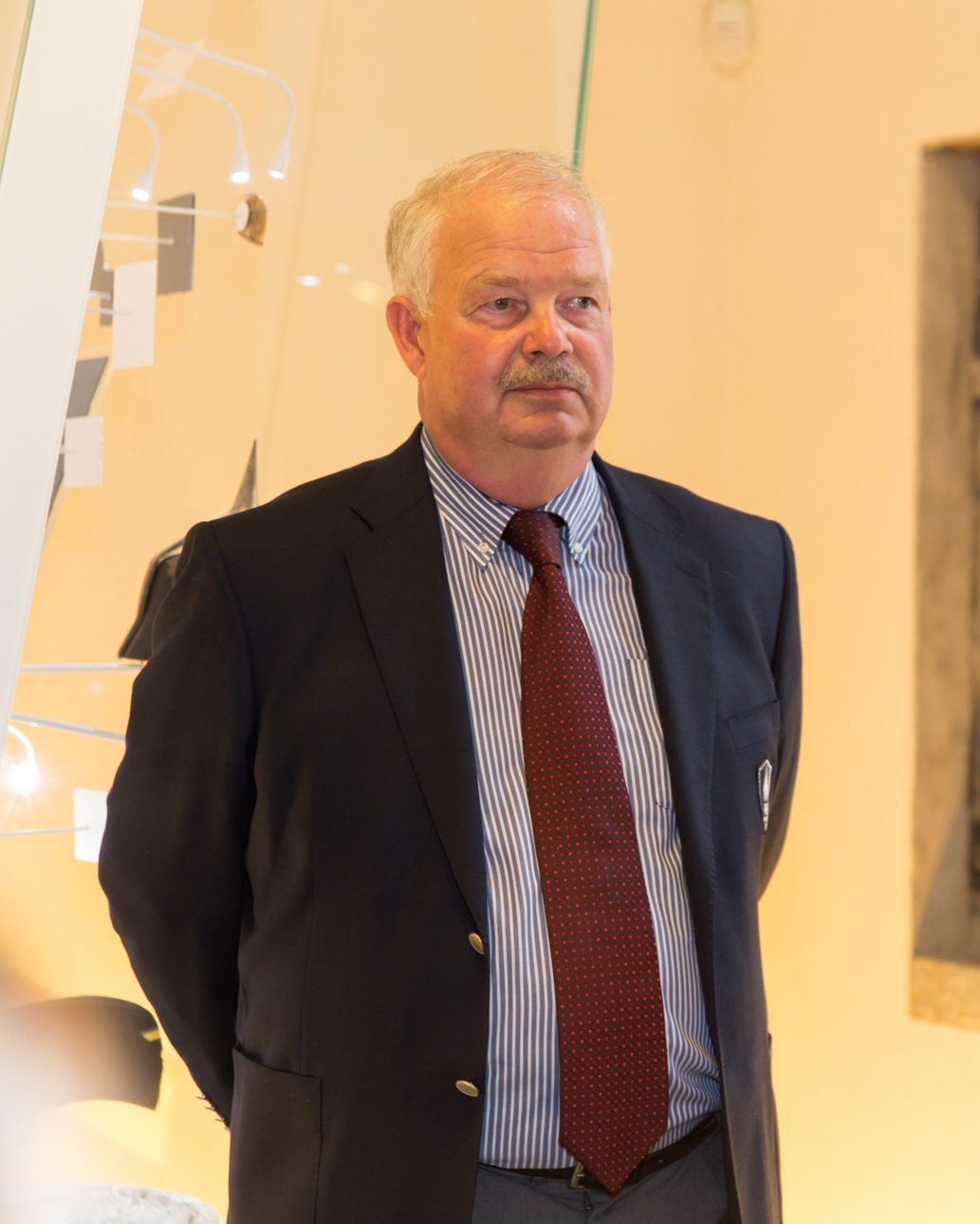
Wicemistrz świata Jüri Tamm

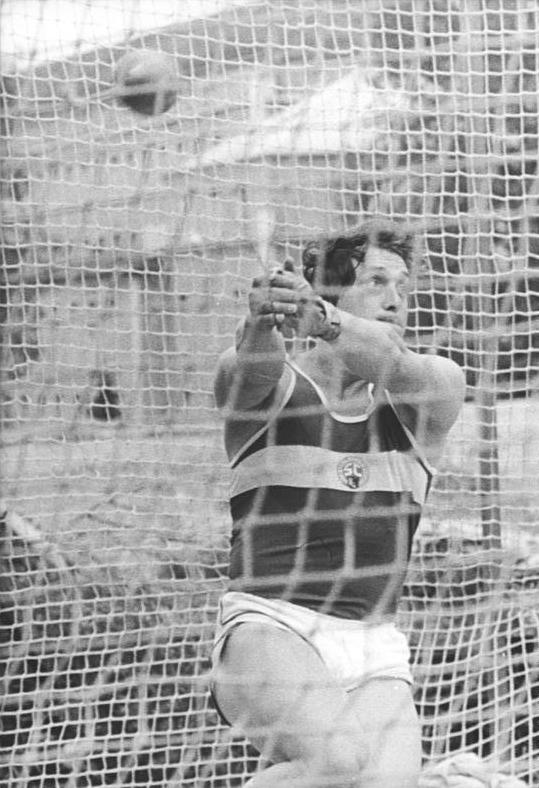
Brązowy medalista Ralf Haber

Rzut młotem mężczyzn – jedna z konkurencji technicznych rozgrywanych podczas lekkoatletycznych mistrzostw świata w 1987 na Stadionie Olimpijskim w Rzymie.
Zwycięzcą został Siergiej Litwinow ze Związku Radzieckiego, który tym samym obronił tytuł zdobyty na poprzednich mistrzostwach.

## Terminarz
| Data        |              |
| ----------- | ------------ |
| 31 sierpnia | Kwalifikacje |
| 1 września  | Finał        |

## Rekordy
|                          | Zawodnik          | Wynik | Miejsce   | Data                  |
| ------------------------ | ----------------- | ----- | --------- | --------------------- |
| Rekord świata            | Jurij Siedych     | 86,74 | Stuttgart | 30 sierpnia 1986(dts) |
| Rekord mistrzostw świata | Siergiej Litwinow | 82,68 | Helsinki  | 9 sierpnia 1983(dts)  |

## Wyniki

### Kwalifikacje
Zawodnicy startowali w dwóch grupach. Minimum kwalifikacyjne wynosiło 76,50 m. Do finału awansowali miotacze, którzy uzyskali minimum (Q) lub 12 zawodników z najlepszymi wynikami (q).
| Pozycja | Grupa | Zawodnik          | Państwo           | Wynik | Uwagi |
| ------- | ----- | ----------------- | ----------------- | ----- | ----- |
| 1       | A     | Siergiej Litwinow | ZSRR              | 81,78 | Q     |
| 2       | B     | Ralf Haber        | NRD               | 79,46 | Q     |
| 3       | B     | Igor Nikulin      | ZSRR              | 78,60 | Q     |
| 4       | B     | Heinz Weis        | RFN               | 77,78 | Q     |
| 5       | B     | Tibor Gécsek      | Węgry             | 77,52 | Q     |
| 6       | B     | Jüri Tamm         | ZSRR              | 77,42 | Q     |
| 7       | B     | Christoph Sahner  | RFN               | 77,02 | Q     |
| 8       | B     | Iwan Tanew        | Bułgaria          | 76,50 | Q     |
| 9       | A     | Walter Ciofani    | Francja           | 76,12 | q     |
| 10      | A     | Günther Rodehau   | NRD               | 76,06 | q     |
| 11      | B     | Harri Huhtala     | Finlandia         | 75,44 | q     |
| 12      | A     | Płamen Minew      | Bułgaria          | 75,18 | q     |
| 13      | A     | Juha Tiainen      | Finlandia         | 75,10 |       |
| 14      | A     | Jud Logan         | Stany Zjednoczone | 74,80 |       |
| 15      | A     | Kjell Bystedt     | Szwecja           | 74,46 |       |
| 16      | A     | Lucio Serrani     | Włochy            | 74,00 |       |
| 17      | A     | Jörg Schäfer      | RFN               | 73,58 |       |
| 18      | B     | Tore Gustafsson   | Szwecja           | 73,54 |       |
| 19      | A     | Wiktor Apostołow  | Bułgaria          | 73,46 |       |
| 20      | B     | Ken Flax          | Stany Zjednoczone | 73,36 |       |
| 21      | A     | Michael Beierl    | Austria           | 72,70 |       |
| 22      | B     | Francisco Fuentes | Bułgaria          | 69,54 |       |
| 23      | B     | David Smith       | Wielka Brytania   | 68,56 |       |
| 24      | A     | Andrés Charadía   | Argentyna         | 63,70 |       |
| 25      | A     | Gary Halpin       | Irlandia          | 63,68 |       |
| 26      | B     | Angus Cooper      | Nowa Zelandia     | 63,64 |       |

### Finał
| Poz. | Zawodnik          | Państwo   | #1    | #2    | #3    | #4    | #5    | #6    | Wynik | Uwagi |
| ---- | ----------------- | --------- | ----- | ----- | ----- | ----- | ----- | ----- | ----- | ----- |
| 01 ! | Siergiej Litwinow | ZSRR      | 74,76 | 83,06 | 80,58 | 81,50 | x     | 80,64 | 83,06 | CR    |
| 02 ! | Jüri Tamm         | ZSRR      | 78,38 | 77,94 | x     | 76,88 | 78,18 | 80,84 | 80,84 |       |
| 03 ! | Ralf Haber        | NRD       | x     | 77,92 | 78,94 | 79,18 | 80,76 | 78,78 | 80,76 |       |
| 4.   | Christoph Sahner  | RFN       | 72,38 | 75,80 | 76,88 | 77,32 | 79,50 | 80,58 | 80,58 |       |
| 5.   | Igor Nikulin      | ZSRR      | 76,72 | 78,74 | 79,48 | 78,18 | 80,18 | 80,00 | 80,18 |       |
| 6.   | Heinz Weis        | RFN       | 77,70 | 79,02 | 78,36 | 79,26 | 80,18 | 78,76 | 80,18 |       |
| 7.   | Tibor Gécsek      | Węgry     | 76,54 | 75,80 | 77,34 | 77,56 | 74,94 | 76,94 | 77,56 |       |
| 8.   | Płamen Minew      | Bułgaria  | 75,16 | 77,06 | x     | x     | x     | x     | 77,06 |       |
| 9.   | Günther Rodehau   | NRD       |       |       |       |       |       |       | 76,18 |       |
| 10.  | Iwan Tanew        | Bułgaria} |       |       |       |       |       |       | 76,00 |       |
| 11.  | Walter Ciofani    | Francja   |       |       |       |       |       |       | 75,34 |       |
| 12.  | Harri Huhtala     | Finlandia |       |       |       |       |       |       | 74,98 |       |